# キーウ・ドイツ学校
キーウ・ドイツ学校（宇: Німецька школа в Києві）は、ウクライナのキーウに位置するドイツのインターナショナル・スクールです。この学校は、ドイツ連邦外務省の海外学校中央事務局（独: Zentralstelle für das Auslandsschulwesen）によって運営されています。

## カリキュラム
初等中等教育を提供している。

## 脚註